# Hexenprozesse in Dreieich

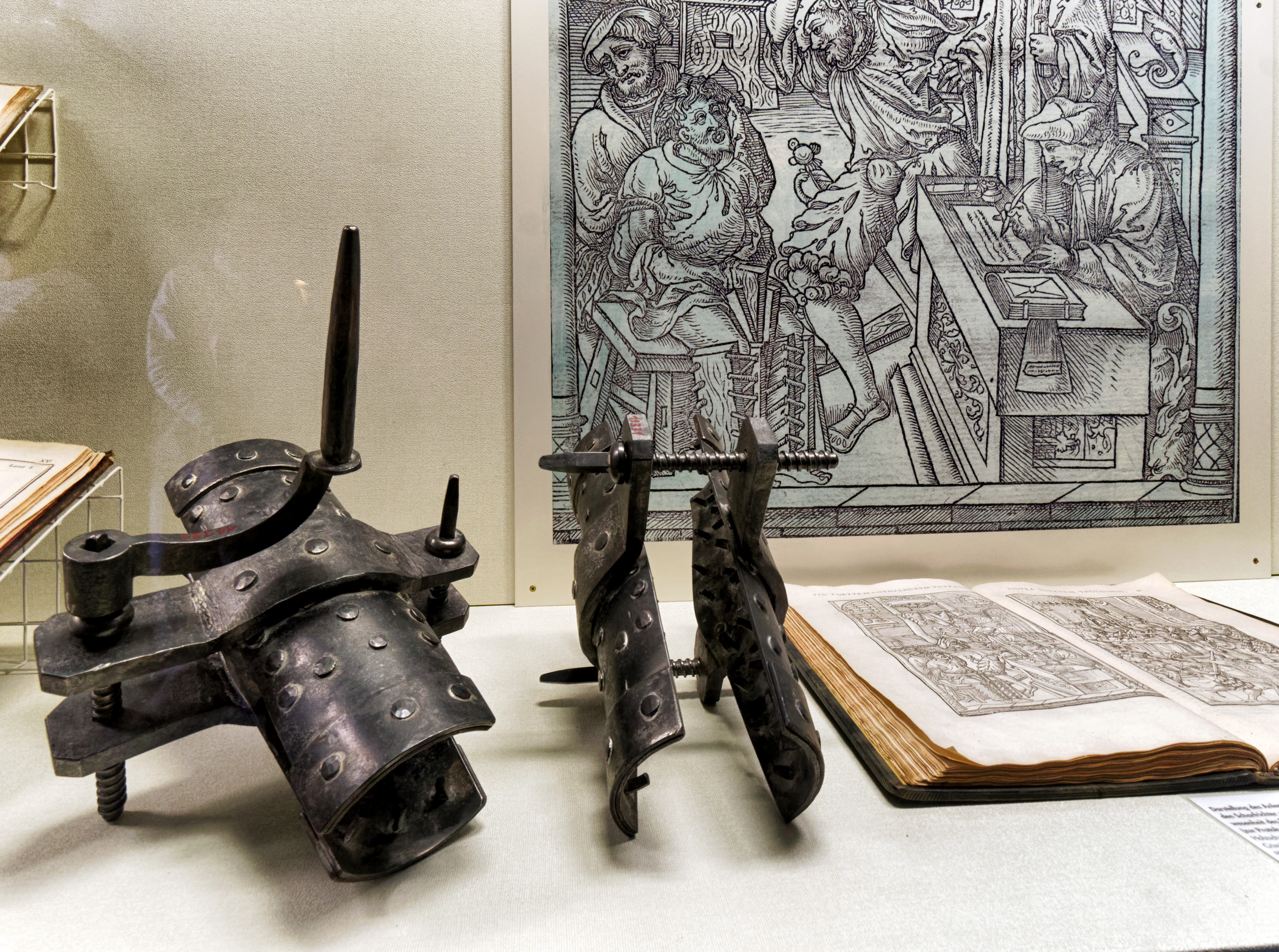
In Dreieicher Berichten erwähnter Schraubstiefel (Mittelalterliches Kriminalmuseum Rothenburg ob der Tauber)

Die Hexenprozesse in Dreieich waren eine Reihe von Hexenprozessen auf dem Gebiet der heutigen Stadt Dreieich, die zwischen 1563 und 1654 stattfanden. Von den 19 bekannten Angeklagten wurden mindestens drei Frauen hingerichtet.

## Geschichte
Das Gebiet wurde in der Grafschaft Büdingen als Untergrafschaft Dreieich oder auch als Amt Dreieichenhain bezeichnet und umfasste unter anderem die Stadt Dreieichenhain sowie die Dörfer Götzenhain, Offenthal und Sprendlingen.
Erste Hinweise zur Hexenverfolgung in Dreieich liegen aus den Jahren 1563 vor. Bereits ein Jahr zuvor hatten die Dreieicher Pfarrherren einen Zustandsbericht an den Grafen Wolfgang von Ysenburg-Ronneburg verfasst, in dem sie sich über die schlechten Sitten beklagten, dies mit dem Brauch der Zauberei und einer Warnung vor dem Teufel verbanden und den sie mit einer Forderung nach einer schärferen Kirchenordnung und Polizeiordnung abschlossen. Es folgten in der Grafschaft die ersten Anzeigen wegen Hexerei: 1563 wurden „die alte Pfäffin“, ihre Tochter Katharina und „die alte Möllerin“ aus Dreieich angeklagt, die alle drei vor das peinliche Halsgericht in Langen gestellt wurden. Unter der Folter gestanden die drei Frauen und wurden Anfang 1564 dort auf dem Scheiterhaufen verbrannt.
Systematische Hexenverfolgungen in der Untergrafschaft Dreieich beginnen 1596, als die Isenburgische Regierung einen Aufruf erließ, „alle wegen Zauberei berüchtigten Weiber“ zu melden. Hintergrund sind die seit 1576 andauernden Missernten und zwei Pestjahre, die als Geißel Gottes angesehen wurden und den Nährboden für Aberglaube bildeten. 1596/97 fand ein Prozess gegen den Metzger Nicolaus Quelbach aus Dreieichenhain statt, dessen Ergebnis jedoch nicht vorliegt. Ab April 1596 wurden aus Dreieichenhain Anna Steffges, Catharina (Reitz Stoffel Frau), die Quisslerin, Katharina (Adam Decktücher Frau), Anna Wendel (Pettels Frau) und Caspar Wels wegen Zauberei angeklagt. Beim Gerichtstag am 27. September 1598 reichten die Indizien nicht aus. Weitere Verhöre wurden angeordnet, allerdings brach anschließend die Pest aus, Zeugen konnten nicht befragt werden und man schlug vor, die Frauen des Landes zu verweisen. Das Ergebnis des Prozesses ist ebenfalls nicht bekannt.
Unter dem Grafen Wolfgang Ernst wurden die Hauptankläger der Grafschaft wegen Fehlern in der politischen Beratung und Geschäftsführung selber Beschuldigter und in der Folge gingen die Anklagen wegen Zauberei drastisch zurück. Anfang 1608 zeigte der Sprendlinger Schultheiß Barbara Lorey wegen „Segnens“ als Zauberin an. Sie konnte sich vor Gericht behaupten und wurde nur für eine Zeit im Gefängnis verurteilt. Der Schultheiß wiederum wurde wegen übler Nachrede verurteilt.
Aus der Zeit des Dreißigjährigen Krieges liegen aus Dreieich Hinweise zu vier Anklagen vor. 1628 ließ der Büttel von Götzenhain eine der Zauberei angeklagte und nicht namentliche bekannte Wagnerin aus der Haft entkommen und wurde deswegen zu einer Geldstrafe verurteilt, aus 1633 liegt ein Bittschreiben von Margarethe Klein aus Götzenhain vor, aus der Haft entlassen zu werden, weil sie keine Hexe sei. Der 1634 angeklagte Jakob von Sprendlingen wurde der Hexerei freigesprochen, musste aber nach den Kirchengesetzen wegen Segnens acht Tage Gefängnisstrafe absitzen, fünf Gulden bezahlen und wurde des Landes verwiesen. Ebenfalls 1634 wurde Anna Schlotter der Hexerei beschuldigt, allerdings scheint die Klage versandet zu sein.
Nach dem Dreißigjährigen Krieg – und dem Ende der schwedischen Besetzung – stiegen die Anklagen ein letztes Mal 1653 mit vier Fällen in die Höhe: Der Dreieicher Gastwirt Johann Hanauer hatte drei Gerichtsschöffen Hexenmeister genannt, gab aber an, dass die drei zu betrunken gewesen wären, um sich an das Gesagte zu erinnern. Aus Götzenhain wurde Katherina Lauer beklagt, aber der Hexerei freigesprochen und des Landes verwiesen sowie eine Susanne Cuntz und eine Marie Löblich, zu denen keine Urteile überliefert sind.

## Dreieicher Opfer außerhalb von Dreieich
Einwohner der Dreieichorte wurden auch außerhalb ihrer Heimatorte Opfer der Hexenverfolgung. Exemplarisch dazu: Einen gut dokumentierten Fall behandelt das Verfahren vom Juli 1582 gegen den elfjährigen Wolf Weber und die sechzehnjährige Anna, die beide aus Dreieich stammten. Wolf, dessen Mutter als Zauberin hingerichtet worden war, gestand in die Umtriebe seiner Mutter verwickelt gewesen zu sein und gab unter Prügel den Namen der Waisen Anna an. Beide wurden im August 1582 in Darmstadt hingerichtet.